# Parrocchie civili dell'Hertfordshire
Questa è una lista delle parrocchie civili dell'Hertfordshire, Inghilterra.

## Broxbourne
Cheshunt e Hoddesdon non sono coperte da parrocchie.

## Dacorum
Hemel Hempstead non è coperta da parrocchie.
- Aldbury
- Berkhamsted
- Bovingdon
- Chipperfield
- Flamstead
- Flaunden
- Great Gaddesden
- Kings Langley
- Little Gaddesden
- Markyate
- Nash Mills
- Nettleden with Potten End
- Northchurch
- Tring
- Tring Rural
- Wigginton

## East Hertfordshire
L'intero distretto è coperto da parrocchie.
- Albury
- Anstey
- Ardeley
- Aspenden
- Aston
- Bayford
- Bengeo Rural
- Benington
- Bishop's Stortford
- Bramfield
- Braughing
- Brent Pelham
- Brickendon Liberty
- Buckland
- Buntingford
- Cottered
- Datchworth
- Eastwick
- Furneux Pelham
- Gilston
- Great Amwell
- Great Munden
- Hertford
- Hertford Heath
- Hertingfordbury
- High Wych
- Hormead
- Hunsdon
- Little Berkhamsted
- Little Hadham
- Little Munden
- Meesden
- Much Hadham
- Sacombe
- Sawbridgeworth
- Standon
- Stanstead Abbots
- Stanstead St Margarets
- Stapleford
- Stocking Pelham
- Tewin
- Thorley
- Thundridge
- Walkern
- Ware
- Wareside
- Watton-at-Stone
- Westmill
- Widford
- Wyddial

## Hertsmere
Bushey e parte di Potters Bar non sono coperte da parrocchie.
- Aldenham
- Elstree and Borehamwood
- Ridge
- Shenley
- South Mimms

## North Hertfordshire
Baldock e Hitchin non sono coperte da parrocchie.
- Ashwell
- Barkway
- Barley
- Bygrave
- Caldecote
- Clothall
- Codicote
- Graveley
- Hexton
- Hinxworth
- Holwell
- Ickleford
- Kelshall
- Kimpton
- King's Walden
- Knebworth
- Langley
- Letchworth Garden City (2005)
- Lilley
- Newnham
- Nuthampstead
- Offley
- Pirton
- Preston
- Radwell
- Reed
- Royston
- Rushden
- Sandon
- St Ippolyts
- St Paul's Walden
- Therfield
- Wallington
- Weston
- Wymondley

## St Albans
St Albans non è coperta da parrocchie.
- Colney Heath
- Harpenden
- Harpenden Rural
- London Colney
- Redbourn
- Sandridge
- St Michael
- St Stephen
- Wheathampstead

## Stevenage
Stevenage non è coperta da parrocchie.

## Three Rivers
Rickmansworth non è coperta da parrocchie.
- Abbots Langley
- Chorleywood
- Croxley Green
- Sarratt
- Watford Rural

## Watford
Watford non è coperta da parrocchie.

## Welwyn Hatfield
Welwyn Garden City non è coperta da parrocchie.
- Ayot St Lawrence
- Ayot St Peter
- Essendon
- Hatfield
- North Mymms
- Northaw and Cuffley
- Welwyn
- Woolmer Green